# São Miguel Arcanjo
São Miguel Arcanjo est une municipalité de l'État de São Paulo au Brésil.
Sa population était estimée à 31 329 habitants en 2009. Elle s'étend sur 930,012 km2.
Elle est située dans la Microrégion de Piedade dans la Mésorégion macro métropolitaine de l'État de São Paulo.